# Lullabies to Paralyze
Lullabies to Paralyze – czwarty album studyjny grupy Queens of the Stone Age wydany w 2005 roku przez Interscope. Utwór "In My Head" znalazł się na soundtracku do gry Need for Speed: Underground 2.
Nagrania dotarły do 29. miejsca zestawienia OLiS. Joshua Homme i Mark Lanegan byli jedynymi muzykami, którzy pozostali w zespole od czasu wydania poprzedniej płyty. Nick Oliveri został wyrzucony z grupy przed rozpoczęciem sesji nagraniowych. Prace nad albumem wsparli nowi członkowie zespołu: perkusista Joey Castillo oraz gitarzysta Troy van Leeuwen.

## Lista utworów
1. "This Lullaby" – 1:22
2. "Medication" – 1:54
3. "Everybody Knows That You're Insane" – 4:14
4. "Tangled Up in Plaid" – 4:13
5. "Burn the Witch" – 3:35
6. "In My Head" – 4:01
7. "Little Sister" – 2:54
8. "I Never Came" – 4:48
9. "Someone's in the Wolf" – 7:15
10. "The Blood Is Love" – 6:37
11. "Skin on Skin" – 3:42
12. "Broken Box" – 3:02
13. "You Got a Killer Scene There, Man..." – 4:56
14. "Long Slow Goodbye" – 6:50

### Bonusowe utwory
- "Like a Drug" (Homme) – 3:15
  - Piosenka znalazła się na wersji deluxe, Limited Tour Edition oraz na wydaniach na rynek brytyjski, meksykański i japoński. Piosenka pojawiła się wcześniej na płycie kolektywu The Desert Sessions pt Volume 6.
- "Precious and Grace" (Beard, Gibbons, Hill) – 3:23
  - Dodatkowa piosenka na Limited Tour Edition oraz na wydaniu brytyjskim i japońskim.
- "Infinity" (Homme) – 3:59
  - Tylko na wersji japońskiej.

### Wersja LP
Wersja long play albumu została wydana przez AntAcidAudio, która różni się okładką w porównaniu do wersji CD. Poszczególne strony albumu są nazwane Once, You, Were & Lost, co wzięło się z tekstu piosenki Someone's in the Wolf. Każda z
nich jest połączeniem piosenek z wersji podstawowej oraz utworów bonusowych.
Strona 1 - Once
1. "Lullaby" – 1:23
2. "Medication" – 1:54
3. "Everybody Knows That You're Insane" – 4:14
4. "Tangled Up in Plaid" – 4:13
5. "Burn the Witch" – 3:35

Strona 2 - You
1. "In My Head" – 4:01
2. "Little Sister" – 2:54
3. "I Never Came" – 4:48
4. "Someone's in the Wolf" – 7:16

Strona 3 - Were
1. "Infinity" – 3:59
2. "The Blood Is Love" – 6:38
3. "Like a Drug" – 3:18
4. "Skin on Skin" – 3:43

Strona 4 - Lost
1. "Broken Box" – 3:00
2. "Precious and Grace" – 3:24
3. ""You Got a Killer Scene There, Man..."" – 4:58
4. "Long Slow Goodbye" (zawiera ukryty utwór) – 6:54

### Piosenki, które nie znalazły się na albumie
- "The Fun Machine Took a Shit & Died"
- "Running Joke"
  - później została użyta jako b-side na albumie Era Vulgaris.
- "Needle in the Hay"
  - wersja piosenki Elliota Smitha.
- "Petty Thug"
  - wersja piosenki zespołu Millionaire.
- "I Need Your Love"
- "'Til Tomorrow"
- "Make It wit Chu"
  - później znalazła się na albumie Era Vulgaris

### Bonusowe DVD
1. "The Way Finds You" – 27:20
2. "Someone's in the Wolf" (Castillo, Homme, Van Leeuwen) – 7:24
3. "Josh's Session" (z udziałem Josha Homme'a oraz Sarah Silverman) – 10:24

### Limited Tour Edition Bonus UK CD
Zapis występu z Atlanty w dniu 19 marca 2005 roku.
1. "The Lost Art of Keeping a Secret" – 3:54
2. "Little Sister" – 2:56
3. "In My Head" – 3:56
4. "No One Knows" – 6:48
5. "Song for the Dead" – 6:24
6. "Regular John" – 9:48

## Skład
- Josh Homme – śpiew, gitara, gitara basowa, fortepian, perkusja, instrmenty perkusyjne, klaskanie
- Troy Van Leeuwen – gitara, gitara basowa, gitara hawajska, fortepian, keyboard, klaskanie, chórki
- Joey Castillo – fortepian, perkusja, instrmenty perkusyjne, klaskanie
- Alain Johannes – gitara w piosenkach 5-7 i 11, gitara basowa w piosenkach 3, 4 i 9, flet w piosence 9, chórki w 12
- Mark Lanegan – śpiew w "This Lullaby", śpiew w "Precious and Grace" i chórki w "Burn the Witch" i "You Got a Killer Scene There Man..."
- Chris Goss – chórki w "You Got a Killer Scene There Man...", "Someone's in the Wolf" i "Burn the Witch"
- Billy Gibbons – gitara i chórki w "Burn the Witch", gitara i główny wokal w "Precious and Grace", gitara w "Like a Drug"
- Dave Catching – gitara w "The Blood Is Love"
- Jack Black – klaskanie w "Burn the Witch" i w "Broken Box" (na bonusowym DVD)
- Jesse Hughes – flet w "Someone's in the Wolf"
- Shirley Manson – chórki w "You Got a Killer Scene There, Man..."
- Brody Dalle – chórki w "You Got a Killer Scene There Man..."
- Joe Barresi – trójkąt w "Tangled Up in Plaid"
- The Main Street Horns – tuba i puzon w "I Never Came", "Someone's in the Wolf" i "Skin on Skin"
- Josh Freese - współautor "In My Head"

## Pozycje na listach sprzedaży
| Rok  | Lista            | Najwyższa pozycja |
| ---- | ---------------- | ----------------- |
| 2005 | US Billboard 200 | 5                 |
| 2005 | OLiS             | 29                |
| 2005 | UK Albums Chart  | 4                 |

| Rok  | Singel           | Lista              | Najwyższa pozycja |
| ---- | ---------------- | ------------------ | ----------------- |
| 2005 | "Little Sister"  | US Hot 100         | 88                |
| 2005 | "Little Sister"  | US Modern Rock     | 2                 |
| 2005 | "Little Sister"  | US Mainstream Rock | 13                |
| 2005 | "Little Sister"  | UK Singles Chart   | 13                |
| 2005 | "In My Head"     | US Modern Rock     | 32                |
| 2005 | "In My Head"     | UK Singles Chart   | 44                |
| 2005 | "Burn the Witch" | US Modern Rock     | 40                |

| Kraj            | Lista        | Certyfikacja |
| --------------- | ------------ | ------------ |
| Australia       | ARIA Charts  | Złoto        |
| Kanada          | Music Canada | Złoto        |
| Wielka Brytania | BPI          | Złoto        |